# Wereldkampioenschap schaatsen allround vrouwen 1994
Het vijfenvijftigste Wereldkampioenschap schaatsen allround voor vrouwen werd op 5 en 6 februari 1994 verreden op de US High Mountain Altidude Rink in Butte, Verenigde Staten. Het was het vijfde WK Allround dat in de Verenigde Staten plaatsvond.
Slechts drieëntwintig schaatssters uit elf landen, de Verenigde Staten (2), Duitsland (3), Japan (3), Canada (2), Kazachstan (2), Nederland (2), Noorwegen (2), Oostenrijk (2), Roemenië (2), Rusland (2), en Zweden (1), namen eraan deel. Elf rijdsters debuteerden deze editie.
Emese Hunyady stond met haar negende deelname aan het WK Allround voor de derde maal bij de huldiging op het erepodium, zij werd de tweede Oostenrijkse die de wereldtitel veroverde na Liselotte Landbeck in 1933. De Duitse Ulrike Adeberg werd tweede en de Roemeense Mihaela Dascalu werd derde. Zij was de eerste Roemeense die op het erepodium plaats nam en afstandmedailles veroverde, brons op de 3000m en zilver op de 1500m.
De Nederlandse afvaardiging bestond dit jaar uit de beide debutanten Tonny de Jong en Barbara de Loor.
Ljoedmila Prokasjeva veroverde brons op de 5000m, de eerste afstandmedaille voor Kazachstan.
Ook dit kampioenschap werd over de grote vierkamp,respectievelijk de 500m, 3000m,1500m, en 5000m, verreden.

## Afstandmedailles
| Afstand | Goud ·         | Zilver ·        | Brons ·              |
| ------- | -------------- | --------------- | -------------------- |
| 500m    | Ulrike Adeberg | Emese Hunyady   | Emese Antal          |
| 3000m   | Emese Hunyady  | Ulrike Adeberg  | Mihaela Dascalu      |
| 1500m   | Emese Hunyady  | Mihaela Dascalu | Anni Friesinger      |
| 5000m   | Emese Hunyady  | Anni Friesinger | Ljoedmila Prokasjeva |

## Klassement
| Rang   | Schaatsster                     | Land             | Punten  | 500m       | 3000m          | 1500m        | 5000m        |
| ------ | ------------------------------- | ---------------- | ------- | ---------- | -------------- | ------------ | ------------ |
| Goud   | Emese Hunyady                   | Oostenrijk       | 177,480 | 41,80 (2)  | 4.30,59 (1)    | 2.07,13 (1)  | 8.02,06 (1)  |
| Zilver | Ulrike Adeberg                  | Duitsland        | 178,733 | 41,36 (1)  | 4.30,71 (2)    | 2.09,09 (5)  | 8.12,25 (8)  |
| Brons  | Mihaela Dascalu                 | Roemenië         | 178,943 | 42,25 (6)  | 4.32,91 (3)    | 2.07,22 (2)  | 8.08,02 (6)  |
| 4      | Noriko Munekata                 | Japan            | 179,570 | 42,43 (10) | 4.34,98 (6)    | 2.08,27 (4)  | 8.05,54 (4)  |
| 5      | Anni Friesinger                 | Duitsland        | 180,401 | 43,47 (18) | 4.34,87 (5)    | 2.07,93 (3)  | 8.04,77 (2)  |
| 6      | Mie Uehara                      | Japan            | 180,670 | 42,61 (11) | 4.32,93 (4)    | 2.11,79 (7)  | 8.06,42 (5)  |
| 7      | Emese Antal                     | Oostenrijk       | 182,073 | 41,84 (3)  | 4.40,22 (12)   | 2.12,46 (8)  | 8.13,77 (10) |
| 8      | Anette Tønsberg                 | Noorwegen        | 182,171 | 43,18 (15) | 4.38,42 (9)    | 2.09,86 (6)  | 8.13,02 (9)  |
| 9      | Ljoedmila Prokasjeva            | Kazachstan       | 182,350 | 43,49 (19) | 4.35,54 (7)    | 2.13,32 (9)  | 8.04,97 (3)  |
| 10     | Ingrid Liepa                    | Canada           | 184,143 | 42,02 (5)  | 4.37,26 (8)    | 2.14,58 (12) | 8.30,53 (12) |
| 11     | Heike Warnicke-Schalling        | Duitsland        | 184,357 | 43,60 (20) | 4.38,87 (10)   | 2.15,57 (13) | 8.10,89 (7)  |
| 12     | Tonny de Jong                   | Nederland        | 184,978 | 42,99 (13) | 4.39,41 (11)   | 2.15,83 (15) | 8.21,44 (11) |
| NC13   | Moira d'Andrea                  | Verenigde Staten | 133,400 | 41,89 (4)  | 4.40,44 (13)   | 2.14,31 (11) | -            |
| NC14   | Barbara de Loor                 | Nederland        | 133,924 | 42,42 (9)  | 4.41,27 (15)   | 2.13,88 (10) | -            |
| NC15   | Chiharu Nozaki                  | Japan            | 134,480 | 42,39 (7)  | 4.41,22 (14)   | 2.15,66 (14) | -            |
| NC16   | Cerasela Hordobetiu             | Roemenië         | 135,240 | 42,40 (8)  | 4.44,22 (17)   | 2.16,41 (17) | -            |
| NC17   | Tatjana Trapeznikova            | Rusland          | 136,339 | 43,18 (15) | 4.44,74 (18)   | 2.17,11 (19) | -            |
| NC18   | Christina Schön                 | Zweden           | 137,378 | 44,66 (23) | 4.44,15 (16)   | 2.16,08 (16) | -            |
| NC19   | Chantal Bailey                  | Verenigde Staten | 137,907 | 42,89 (12) | 4.54,77 (20)   | 2.17,67 (20) | -            |
| NC20   | Hege Langli                     | Noorwegen        | 138,999 | 43,89 (21) | 4.53,84 (19)   | 2.18,41 (21) | -            |
| NC21   | Kenzhesh Sarsekenova-Orinbajeva | Kazachstan       | 139,789 | 43,11 (14) | 4.58,90 (22)   | 2.20,59 (22) | -            |
| NC22   | Sylvie Cantin                   | Canada           | 140,153 | 43,44 (17) | 4.57,92 (21)   | 2.21,18 (23) | -            |
| NC23   | Tatjana Sachkova                | Rusland          | 141,334 | 44,39 (22) | 5.07,49 * (23) | 2.17,09 (18) | -            |

* = met val
NC = niet gekwalificeerd
NF = niet gefinisht
NS = niet gestart
DQ = gediskwalificeerd
Vet gezet = kampioenschapsrecord